# Championnat de Nouvelle-Calédonie de football 2001
Navigation
Édition précédente Édition suivante
La saison 2001 du Championnat de Nouvelle-Calédonie de football est la cinquième édition du championnat de première division en Nouvelle-Calédonie. Huit équipes se qualifient pour la phase finale par le biais des trois championnats provinciaux (Province Sud, Province Nord et la Province des îles Loyauté). La phase finale se joue sous forme de matchs aller-retour à élimination directe, excepté la finale, disputée sur une rencontre.
C'est la JS Baco, tenante du titre, qui remporte à nouveau la compétition cette saison après avoir battu l'AS Mont-Dore lors de la finale. C'est le cinquième titre de champion de Nouvelle-Calédonie de l'histoire du club.
Cette saison est la dernière à comporter des championnats Nord et Sud pour les clubs de Grande Terre. À partir de la saison prochaine, un championnat unique est instauré et le format de la phase finale est modifié en conséquence.

## Les clubs participants
- Province Nord :
  - ACB Poya
  - JS Baco
  - CS Nékoué
- Province Sud :
  - AS Magenta
  - AS Mont-Dore
  - AS Auteuil
- Province des îles Loyauté :
  - AS Qanono
  - US Pénélo-Cuaden

## Compétition

### Quarts de finale
| Équipe 1     | Résultat | Équipe 2                 | Aller | Retour |
| ------------ | -------- | ------------------------ | ----- | ------ |
| AS Auteuil   | 2 - 4    | ACB Poya                 | 2 - 2 | 0 - 2  |
| AS Mont-Dore | 1 - 0    | AS Qanono                | 0 - 0 | 1 - 0  |
| JS Baco      | -        | US Pénélo-Cuaden forfait | -     | -      |
| AS Magenta   | 7 - 3    | CS Nékoué                | 3 - 2 | 4 - 1  |

### Demi-finales
| Équipe 1     | Résultat | Équipe 2   | Aller | Retour | Appui |
| ------------ | -------- | ---------- | ----- | ------ | ----- |
| AS Mont-Dore | 3 - 2    | AS Magenta | 2 - 2 | 1 - 0  |       |
| ACB Poya     | 4 - 5    | JS Baco    | 1 - 1 | 1 - 1  | 2 - 3 |

### Finale
| 18 novembre 2001 | JS Baco | 1 - 0 | AS Mont-Dore | Stade Numa-Daly, Nouméa |  |
|                  |         |       |              |                         |  |

## Bilan de la saison
| Championnat de Nouvelle-Calédonie de football 2001 |                    |
| Champion                                           | JS Baco (5e titre) |
| Coupes et trophées                                 |                    |
| Vainqueur de la Coupe de Nouvelle-Calédonie 2001   | AS Magenta         |
| Promotions et relégations                          |                    |
| Promus en Super Ligue                              | JS Tiéta           |
| Promus en Super Ligue                              | AS Thio Sport      |
| Relégués en Promotion d'Honneur                    | Aucun              |